# わくさわりか
わくさわ りか（12月19日 - ）は、日本の女優、声優。所属事務所はアクセント。以前は劇団疾風Do党に所属していた。岩手県出身。本名・旧芸名は涌澤 利香（読みは同じ）。

## 人物
特技は器械体操、新体操、岩手弁。

## 出演
太字はメインキャラクター。

### テレビアニメ
1998年
- 時空探偵ゲンシクン（アンモン、レッドマン・ピンク）

2000年
- 女神候補生（レッカ・トーシング）

2001年
- The Soul Taker 〜魂狩〜（橘沙也佳）

2002年
- ちょびっツ（店員A）

2004年
- ポケットモンスター アドバンスジェネレーション（レイ）

2005年
- タイドライン・ブルー（イスラ）

2009年
- こんにちは アン 〜Before Green Gables（エリーザ・トーマス）

2010年
- 極上!!めちゃモテ委員長 セカンドコレクション（白鳥麗華）

2018年
- カードキャプターさくら クリアカード編（李黄蓮）

### 劇場アニメ
- 劇場版カードキャプターさくら（1999年、李黄蓮[6]）

### ゲーム
- Find Love 2 〜Rhapsody〜（1998年）
- 零 zero（2001年、雛咲深紅）
- FATAL FRAME 零 SPECIAL EDITION（2003年、雛咲深紅）
- 零 －刺青ノ聲－（2005年、雛咲深紅）
- 零 濡鴉ノ巫女（2014年、雛咲深紅[7]）

### 舞台
- 劇団疾風Do党各公演
- ABC恋の片道切符
- 逢魔が恋暦
- 劇団ビタミン大使ABC [ホームライク・ホームレスネス]

### 映画
- 就職戦線異状なし